# 243320 Jackuipers
243320 Jackuipers è un asteroide della fascia principale. Scoperto nel 2008, presenta un'orbita caratterizzata da un semiasse maggiore pari a 3,3683246 UA e da un'eccentricità di 0,0798678, inclinata di 7,62687° rispetto all'eclittica.
L'asteroide è dedicato al matematico statunitense Jack Kuipers.